# 丹生バイパス
丹生バイパス（にうバイパス）は奈良県吉野郡下市町長谷から同町丹生に至る国道309号のバイパスである。

## 概要
- 起点：奈良県吉野郡下市町長谷
- 終点：奈良県吉野郡下市町丹生
- 延長：2.4km
- 設計速度：50km/h
- 幅員：9.75ｍ
- 計画諸元：3種3級

## 状況
丹生地区2009年12月一部供用。
2016年8月6日全線供用。